# Kunemund von Stutterheim
Kunemund von Stutterheim (* 19. Juli 1886 in Küstrin; † 16. Oktober 1957 in Oberhausen) war erster Landesrat und Stellvertreter des Landeshauptmanns der ehemaligen Provinz Schlesien und Vorsitzender des schlesischen Roten Kreuzes.

## Familie
Kunemund entstammte der thüringischen Uradelsfamilie von Stutterheim und wurde als Sohn des Oberstleutnants in Wernigerode von Stutterheim am 19. Juli 1886 in Küstrin in der ehemaligen Provinz Brandenburg geboren. Er war verheiratet mit Stephanie Gräfin zu Stolberg-Wernigerode (1889–1958).

## Leben
1904 begann er sein Studium der Rechtswissenschaften an der Université de Lausanne, wo er bei der Société d’Étudiants Germania Lausanne aktiv wurde, setzte sein Studium an den Universitäten Freiburg, München und Halle an der Saale und schloss dieses 1907 mit dem Referandarexamen ab. Anschließend leistete er Wehrdienst, welchen er 1910 als Leutnant der Reserve des Ulanen-Regiments „Kaiser Alexander II. von Rußland“ (1. Brandenburgisches) Nr. 3 in Fürstenwalde beendete.
Im Ersten Weltkrieg wurde er 1914 verwundet und war zuletzt erster Ordonnanzoffizier beim Stabe der 203. Infanterie-Division. Er wurde 1918 als Rittmeister der Reserve aus dem Militärdienst verabschiedet.
Ab 1909 war er als Regierungsreferendar und ab 1912 als Regierungsassessor beim Landratsamt des Landkreises Löwenberg in Schlesien tätig. 1919 wurde er zum Regierungsrat in beim Oberpräsidium Breslau befördert. Ab 1920 war er beim Oberpräsidium in Oppeln und von 1921 bis 1928 bei der schlesischen Regierung in der Hauptstadt Breslau beschäftigt. 1933 wurde er dort zum Landeskämmerer ernannt und 1934 vom Provinziallandtag zum ersten Landesrat und Stellvertreter des Landeshauptmanns von Schlesien gewählt. Zudem war er geschäftsführender Vorsitzender des Provinzialvereins Schlesien vom Roten Kreuz.
Am 16. Oktober 1957 starb er im Alter von 71 Jahren in Oberhausen in Nordrhein-Westfalen.
Für seine Verdienste erhielt Stutterheim neben beiden Klassen des Eisernen Kreuzes das Hanseatenkreuz aus Hamburg, die Rote Kreuz-Medaille, das Österreichische Ehrenzeichen um das Rote Kreuz sowie das Schlesische Bewährungsabzeichen beider Klassen.
Er war Rechtsritter des Johanniterordens und Mitglied der Société d’Étudiants Germania Lausanne.